# Close (Nick Jonas)
Close is een nummer van de Amerikaanse zanger Nick Jonas uit 2016, in samenwerking met de Zweedse zangeres Tove Lo. Het is de eerste single van Jonas' derde soloalbum Last Year Was Complicated.
Het nummer gaat over Jones' breuk met influcener Olivia Culpo, iets waar veel andere nummers op het album ook over gaan. Het viel Jones naar eigen zeggen zwaar om daarover te schrijven. "Close" werd in diverse landen een hitje. Het bereikte een bescheiden 14e positie in de Amerikaanse Billboard Hot 100. In Nederland bereikte het nummer de 2e positie in de Tipparade, terwijl in de Vlaamse Ultratop 50 de 33e positie werd gehaald.